# Chiến dịch tấn công Noyon
Chiến dịch tấn công Noyon, còn gọi là Chiến dịch Gneisenau hay Trận Matz hoặc Chiến dịch tấn công Noyon-Montdidier, là chiến dịch tấn công đại quy mô thứ tư của thượng tướng bộ binh Erich Ludendorff của đế quốc Đức trong chiến dịch tấn công mang tên ông (1918) trên mặt trận phía Tây của cuộc chiến tranh thế giới thứ nhất, diễn ra từ ngày 3 cho đến ngày 13 tháng 6 năm 1918 tại Pháp. Trong chiến dịch này, quân đội Đức (với các tập đoàn quân số 18 và 7) một lần nữa giành thắng lợi lớn ban đầu, quân đội Pháp (với các tập đoàn quân số 3 và 10) với sự hỗ trợ của quân đội Hoa Kỳ đã chặn được bước tiến của đối phương. Mặc dù quân Đức đã gây thiệt hại nặng nề cho địch thủ trong trận chiến Noyon, các cuộc giao chiến này đã không thể làm nên một thay đổi quan trọng cho tình hình quân đội Đức và Soissons và các khu rừng Vi p ers-Cotterets. Trong khi đó, quân Đức cũng chịu tổn thất không nhỏ.
Sau khi phát động 3 cuộc tấn công lớn vào đầu năm 1918, người Đức vẫn chưa thể hoàn thành mục tiêu của mình là đánh bại quân đội Anh và Pháp trước khi Hoa Kỳ xoay chuyển thế trận hoàn toàn. Cho đến đầu tháng 6, tình hình trở nên bất lợi cho quân đội Đức, tuy nhiên Ludendorff đã phát động chiến dịch tấn công thứ tư của mình giữa Noyon và Montdidier. Tổng tư lệnh quân đội phe Hiệp Ước Ferdinand Foch đã nắm bắt được bước tiến của Ludendorff, do lính Đức đào ngũ đã cho biết về lịch trình của họ, tạo điều kiện cho quân Pháp phản pháo trước khi hàng rào pháo di động của Đức bắt đầu, gây thiệt hại nặng nề cho binh lính và pháo binh Đức. Tuy nhiên, cuộc tấn công của quân Đức do tập đoàn quân số 18 dưới quyền tướng Oskar von Hutier thực hiện vẫn giành được thắng lợi vang dội trước tập đoàn quân số 3 của Pháp do tướng Georges Humbert chỉ huy trong ngày đầu, dù không mang tầm cỡ của những lần trước. 3 sư đoàn Pháp đã bị vô hiệu hóa, sau quân Pháp đã rút lui trong trật tự. Cho đến ngày 10 tháng 6, quân đội Đức đã tràn qua sông Matz, song ở các sườn quân Đức trở nên bất lợi. Vào ngày 12 tháng 6, tập đoàn quân số 18 của Đức được lệnh phòng ngự, và các cuộc tấn công ồ ạt của quân Pháp đã bị đập tan. Trong ngày hôm đó, tập đoàn quân số 7 của Đức cũng đã mở chiến dịch Hammerschlag ở phía đông chiến dịch Gneisenau, và đánh cho quân Pháp thiệt hại nặng, song cuộc tiến công của quân Đức từ các sườn đồi phía nam sông Aisne và rừng Villers-Cotterets chỉ làm nên bước tiến lớn ở giữa.
Tình hình ngày 12 tháng 9 cho thấy là quân Đức không thể tiến đánh xa hơn. Quân đồng minh Pháp - Mỹ đã phát động những cuộc phản công rất dữ dội, nhất là nhằm vào tập đoàn quân số 7 của Đức. Cuối cùng, vào ngày 15 tháng 9, người Đức phải chấm dứt chiến dịch Gneisenau: họ đã không thể đến được một tuyến đường sắt nào cần thiết để nắm giữ "chỗ lồi" Chemin des Dames rộng lớn của họ. Các chiến dịch của Ludendorff đã khiến cho khả năng chiến đấu của quân đội Đức bị khánh kiệt, và họ sẽ còn mở thêm một cuộc tấn công nữa trên sông Marne, kết thúc với một cuộc phản công thắng lợi của quân đội phe Hiệp Ước.